# St. Coloman (Wetzgau)

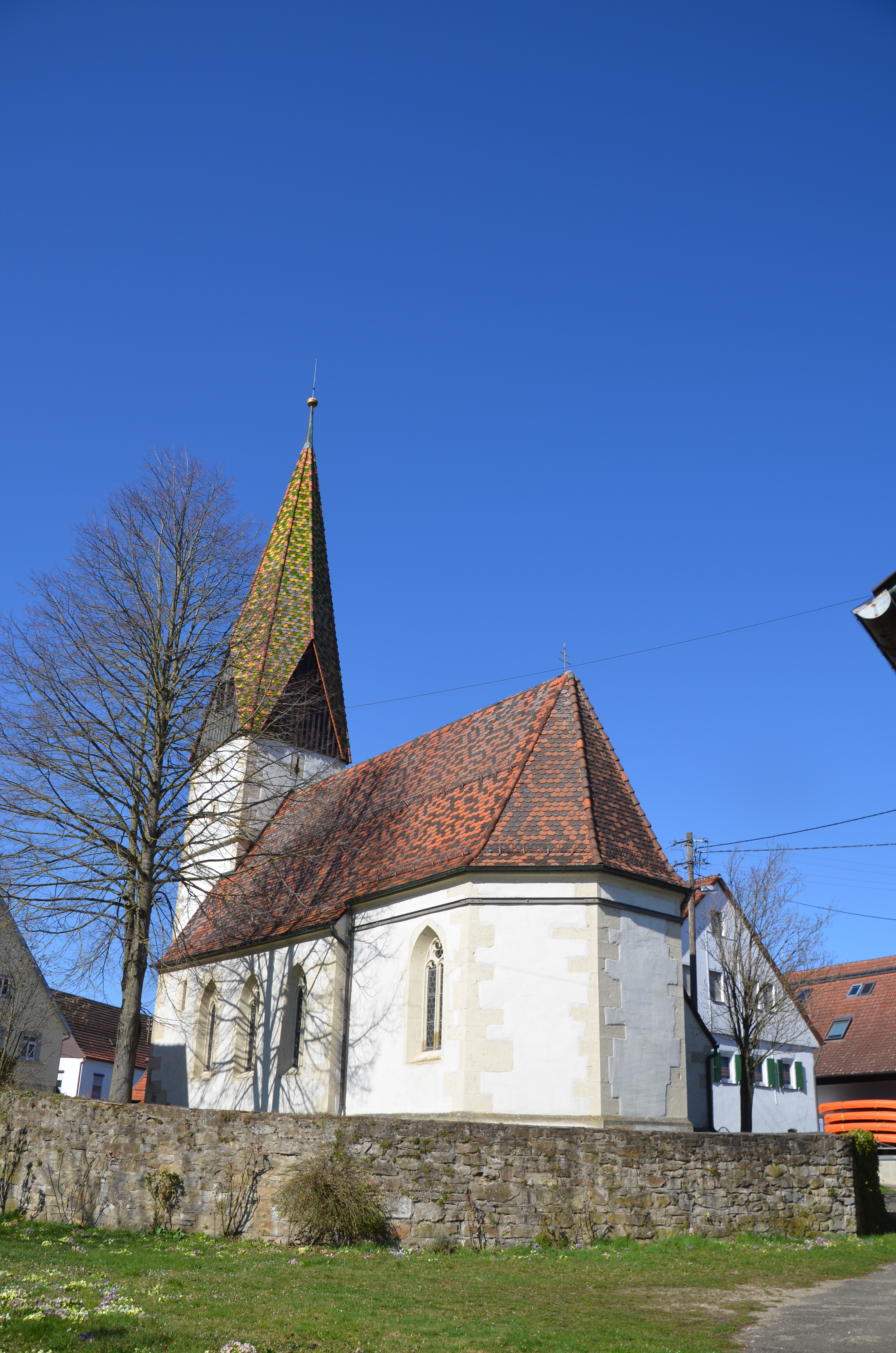
Südostansicht

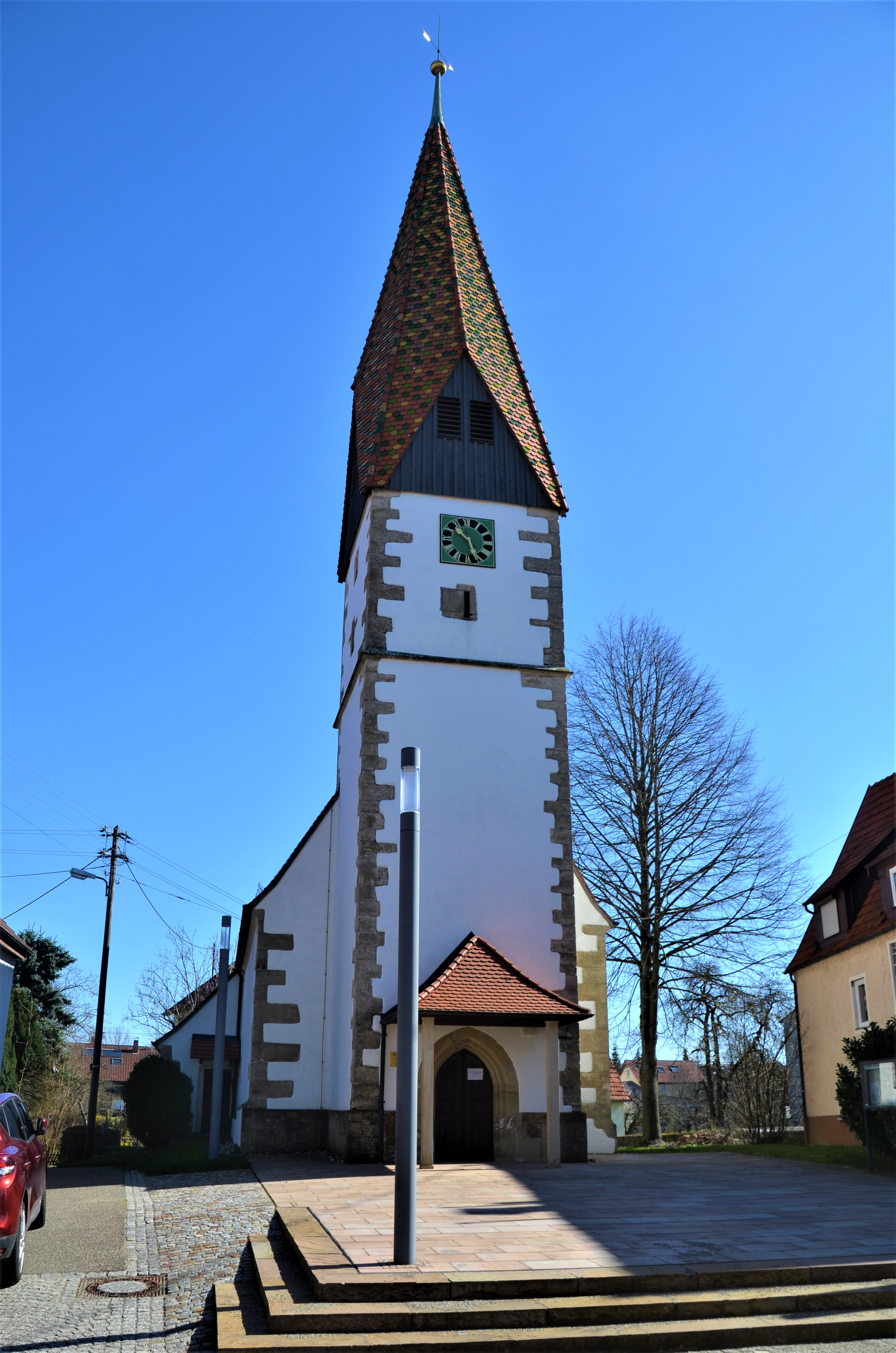
Westfassade

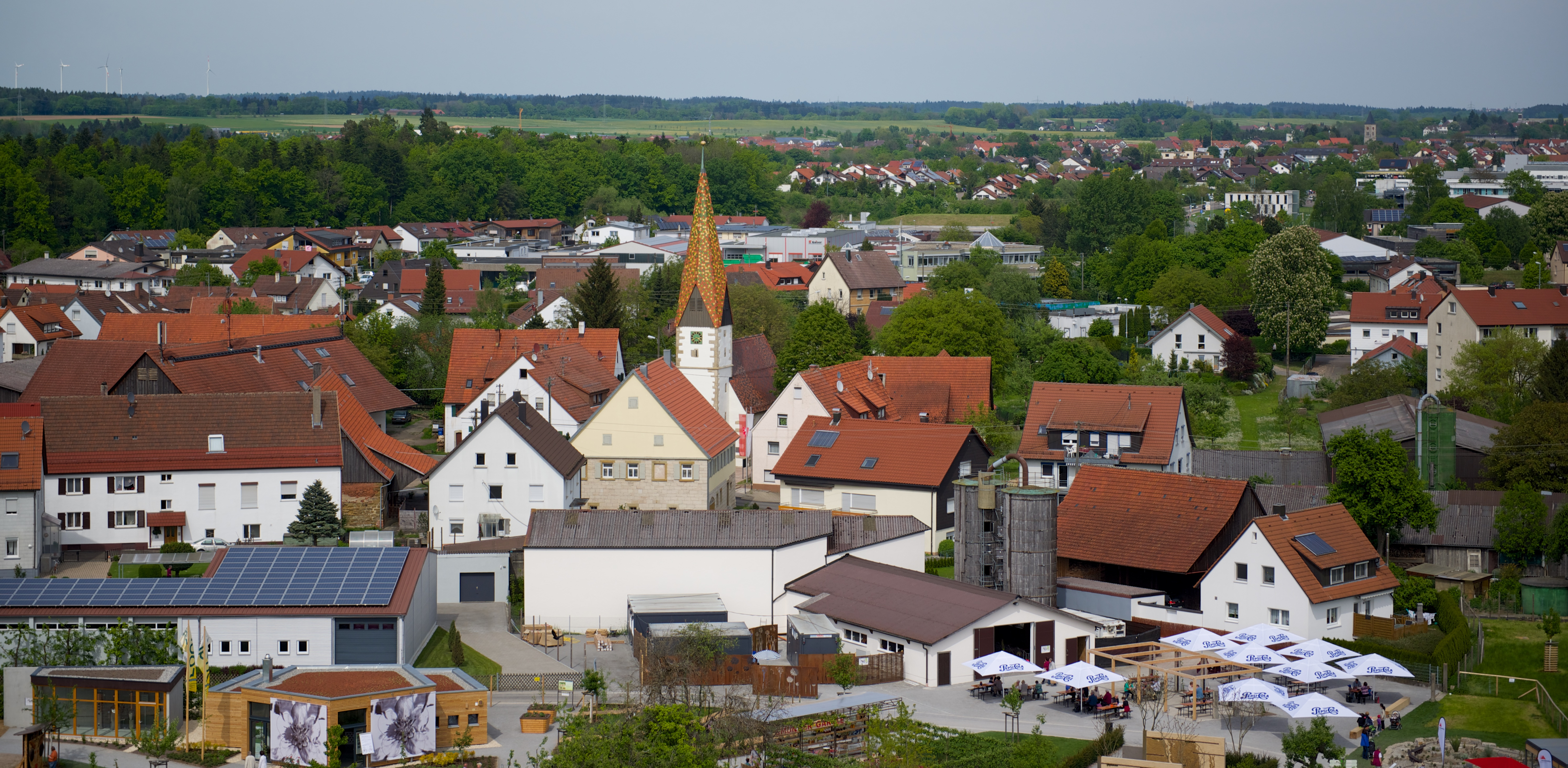
St. Coloman, vom Himmelsstürmer gesehen

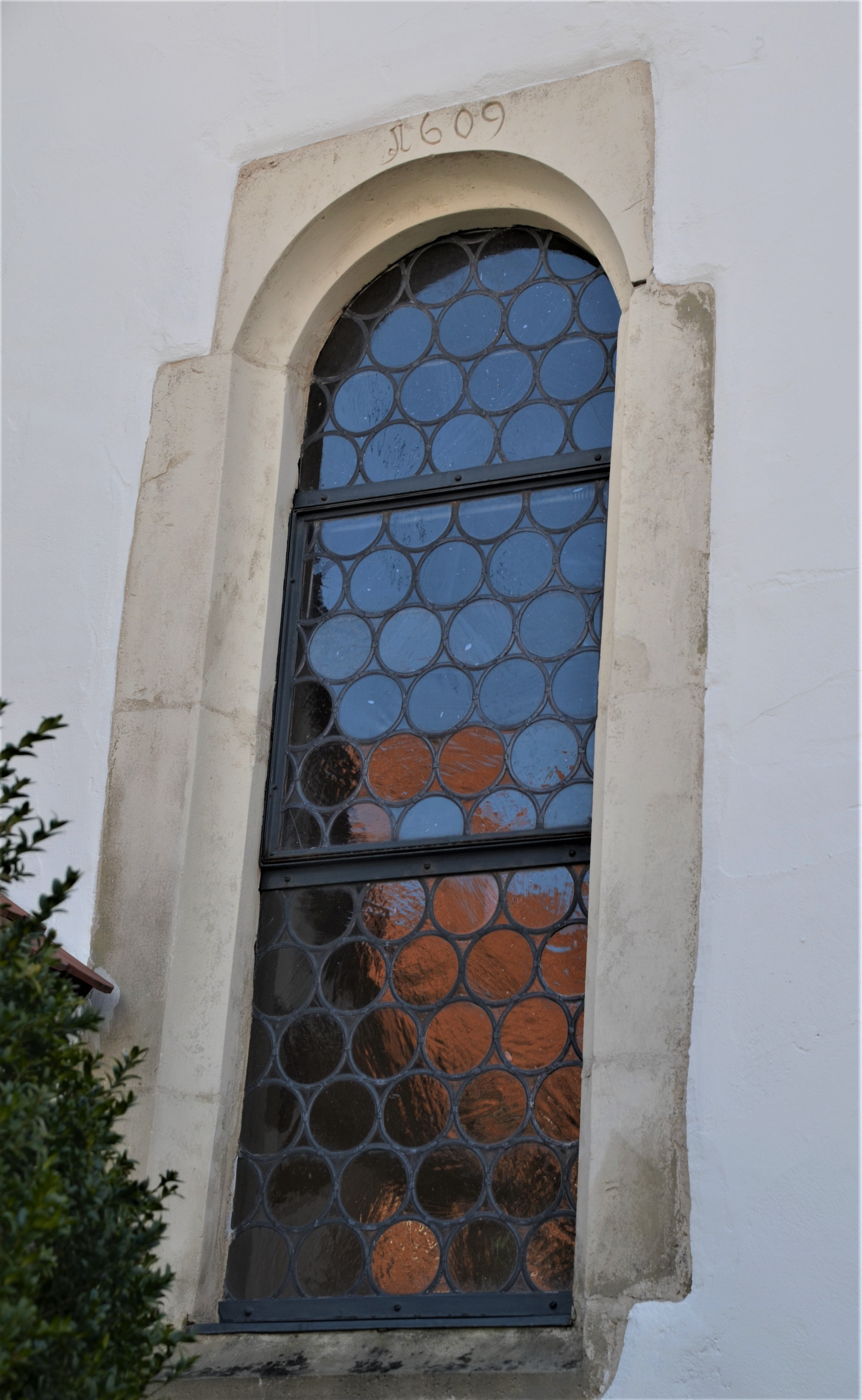
Fenster an der Nordfassade mit der Jahreszahl der Instandsetzung 1609

Die ehemalige Pfarrkirche St. Coloman (selten St. Koloman oder Kolomanskirche) ist eine römisch-katholische Kirche im ehemaligen Ortskern von Wetzgau im Schwäbisch Gmünder Stadtteil Rehnenhof-Wetzgau. Die spätgotische Kirche ist dem Heiligen Koloman geweiht.

## Geschichte
Im Jahr 1382 wird eine Vorgängerkirche an dieser Stelle erstmals erwähnt, von der 1977/78 Mauerreste festgestellt wurden. Der heutige Bau stammt aus dem 15. Jahrhundert, Teile des Turmgebälks konnten auf 1413/14 datiert werde. Eine Neuweihe, vermutlich nach größeren Reparaturen fand am 28. Oktober 1447 statt. 1473/74 wurde der charakteristische Turmhelm aufgesetzt. Das Geschlecht der Rechberger übte bis 1552 das Patronat aus, so rief 1488 Ritter Ulrich von Rechberg zu Spenden auf, aus denen dann bis 1496/97 umfangreiche Erneuerungen vorgenommen wurden, wie der Bau einen neuen Dachstuhls, von dem die Jahreszahl 1494 über der Sakristei zeugt.
1609 und 1637 erweiterte man die Empore und Fenster und beseitigte die Verwüstungen des Dreißigjährigen Krieges. 1825 wurde der barocke Hochaltar ersetzt, 1840 die Seitenaltäre entfernt. Die Verlegung des umgebenden Friedhofs nach Westen erfolgte 1837. Im Zuge umfangreicher Renovierungsmaßnahmen 1871 bis 1879 statteten Bildhauer Lorenz Benz und Glasmaler Karl Bohnenberger die Kirche neu aus. Die Neubau- und Erweiterungspläne von 1929 wurden verworfen, stattdessen renovierte man die Kirche 1933/34. Entgegen der 1968 angedachten Purifizierung erfolgte 1977/78 eine behutsame Innenrestaurierung durch Max Bader. In den Jahren 1990 bis 1992 gab es abermals umfangreiche Sanierungsarbeiten.
1970 fusionierte die Gemeinde St. Coloman Wetzgau mit der Gemeinde der 1960 erbauten Kirche Maria Königin Rehnenhof zur Gemeinde St. Maria Wetzgau-Rehnenhof. Heute ist St. Coloman Filialkirche der Gemeinde in der Seelsorgeeinheit Limeshöhe im Dekanat Ostalb. Trotz der örtlichen Nähe findet noch wöchentlich eine Messe in der St.-Coloman-Kirche statt.

## Ausstattung
Zu den ältesten Bestandteilen zählen der Taufstein aus dem 15., sowie ein Kruzifix aus dem 16. Jahrhundert. Die Figur des Heiligen Koloman stammt von um 1600. Das vermutlich als Seitenaltarbild gefertigte Gemälde Kolomansritt von 1746 zeigt die Kirche nebst Friedhof, Pfarr- und Mesnerhaus sowie Wallfahrer. Die einer älteren Kanzel entstammenden Evangelisten wurden 1750 von Franz Anton Grünewald gefertigt. Zum Kirchenschatz von St. Coloman zählt ein Kolomansreliquiar von 1760. Kanzel und Hochaltar stammen aus dem 19. Jahrhundert.

## Glocken
Im Glockenturm der Kirche befinden sich derzeit drei Glocken:
| Nr. | Name               | Durchmesser | Gussjahr, Ort, Meister          | Ton | Inschrift |
| --- | ------------------ | ----------- | ------------------------------- | --- | --- |
| 1   | Kolomansglocke     | 930 mm      | 1960, Stuttgart, Heinrich Kurtz | b   | HL. COLOMANUS SCHUTZPATRON, / BITT’ FUER UNS AN GOTTES THRON,/ HILF IM LEBEN,/ HILF IM STERBEN/ DASS WIR NICHT VERDERBEN; rückwärtig: GESTIFTET VON DER PFARRGEMEINDE GMUEND-WETZGAU 1960 |
| 2   | Evangelistenglocke | 810 mm      | 1456, Reutlingen, Hans Eger     | c′  | +lcvas+marcvs+mathevs+iohannes+mcccclvi (Anm.: der Schreibfehler bei Lukas ist auf der Glocke zu finden)                                                                                  |
| 3   | Marienglocke       | 670 mm      | 1948, Stuttgart, Heinrich Kurtz | es′ | AVSPICE MARIA PER TENEBRAS / TEMPORVM AD LVCEM AETERNITATIS |

Das Glockenmetall für die Marienglocke wurde – scheinbar günstig – durch den Erwerb eines Reichsadlers des Reichsparteitagsgeländes in Nürnberg gefunden. Es stellte sich jedoch heraus, dass dieser mit drei Zentnern Sand gefüllt war. Die St.-Kolomanus-Glocke von 1892 mit einem Durchmesser von 1000 mm, die Konrad Zoller in Biberach fertigte, wurde 1940 eingeschmolzen.